# Pomeni imen asteroidov: 3001–3500
Pregled pomenov imen asteroidov (malih planetov) od številke 3001 do 3500, ki jim je Središče za male planete dodelilo številko in so pozneje dobili tudi uradno ime  v skladu z dogovorjenim načinom imenovanja. Pregled je preverjen z Schmadelovim Slovarjem imen malih planetov (Dictionary of Minor Planet Names). Izvor nekaterih imen je pojasnjen tudi v Okrožnicah centra za male planete (Minor Planet Circulars ali MPC). Kadar je pojasnilo najdeno tudi v reviji Sky and Telescope (S&T), je to navedeno. 
Pregled pojasnjuje izvor oziroma pomen imen asteroidov, ki ga je priznala Mednarodna astronomska zveza (IAU). Nekateri asteroidi imajo imajo dodatno pojasnilo o izvoru imena, ki pa vedno ni popolnoma zanesljivo (oznaka "†"). Pojasnilo o izvoru imena, ki je označeno z * je potrebno preveriti ali poiskati še v Slovarju imen malih planetov.
| Ime                   | Začasna oznaka | Izvor imena |
| 3001–3100             | 3001–3100      | 3001–3100 |
| --------------------- | -------------- | --- |
| 3001 Michelangelo     | 1982 BC1       | Michelangelo Buonarroti (1475 – 1564), italijanski slikar in kipar [MPC 10045] |
| 3002 Delasalle        | 1982 FB3       | sveti Jean-Baptiste de la Salle (1651 – 1719), francoski ustanovitelj Šole krščanskih bratov (Frères des écoles chrétiennes), na tej šoli je odkritelj študiral in tudi učil [MPC 15573] |
| 3003 Konček           | 1983 YH        | Mikuláš Konček, slovaški meteorolog † |
| 3004 Knud             | 1976 DD        | Knud Johan Victor Rasmussen (1879 – 1933), dansko- eskimski raziskovalec in etnolog, dober prijatelj odkriteljevega starega očeta [MPC 27124] |
| 3005 Pervictoralex    | 1979 QK2       | Victor Alexander Lagerkvist, sin odkritelja † Arhivirano 2007-06-24 na Wayback Machine. |
| 3006 Livadia          | 1979 SF11      | Livadija predmestje Jalte † |
| 3007 Reaves           | 1979 UC        | Gibson Reaves, ameriški astronom, zgodovinar in vzgojitelj na Univerzi južne Kalifornije [MPC 9769] |
| 3008 Nojiri           | 1938 WA        | Houei (Hoei) Nojiri, japonski esejist iz 19. in 20. stoletja, pisatelj in astronom [MPC 9478] |
| 3009 Coventry         | 1973 SM2       | Coventry, angleško sestrsko mesto Volgograda † |
| 3010 Ushakov          | 1978 SB5       | Fjodor Fjodorovič Ušakov (1744 – 1817), ruski ‡ |
| 3011 Chongqing        | 1978 WM14      | Čongčing, Ljudska republika Kitajska, glavno mesto države Bav antičnih časih in začasno glavno mesto Kitajske v letih 1937–1946 [MPC 20834] |
| 3012 Minsk            | 1979 QU9       | mesto Minsk, Belorusija † |
| 3013 Dobrovoleva      | 1979 SD7       | Oleg Vasiljevič Dobrovolski, sovjetski astronom † |
| 3014 Huangsushu       | 1979 TM        | Su-Shu Huang, kitajsko-ameriški astrofizik † |
| 3015 Candy            | 1980 VN        | Michael P. Candy, avstralski strokovnjak za astrometrijo † |
| 3016 Meuse            | 1981 EK        | reka Meuse (nizozemsko: Maas), ki izvira v Franciji in teče skozi Belgijo in Nizozemsko † |
| 3017 Petrovič         | 1981 UL        | Štefan Petrovič, slovaški klimatolog † |
| 3018 Godiva           | 1982 KM        | Lady Godiva, legendarna anglo-saksonska žena Leofrica iz 10. in 11. stoletja [MPC 9770] |
| 3019 Kulin            | 1940 AC        | György Kulin, madžarski astronom ‡ Arhivirano 2004-10-27 na Wayback Machine. |
| 3020 Naudts           | 1949 PR        | Ignace Naudts, belgijski amaterski astronom [MPC 21955] |
| 3021 Lucubratio       | 1967 CB        | latinska beseda za "nočno delo" (iz lucubrum, sveča) [MPC 21129] |
| 3022 Dobermann        | 1980 SH        | Karl Friedrich Louis Dobermann, nemški amaterski astronom in gojitelj psov † ‡ + |
| 3023 Heard            | 1981 JS        | John Frederick Heard, kanadski astronom † Arhivirano 2005-08-29 na Wayback Machine. |
| 3024 Hainan           | 1981 UW9       | provinca Hajnan, Ljudska republika Kitajska † |
| 3025 Higson           | 1982 QR        | Roger Higson, ameriški astronomski pomočnik † |
| 3026 Sarastro         | 1977 TA1       | Sarastro, visoki svečenik v Mozartovi Čarobni piščali [MPC 21130] |
| 3027 Shavarsh         | 1978 PQ2       | Shavarsh Karapetyan (rusko Шаварш Владимирович Карапетян), sovjetsko-armenski športnik † |
| 3028 Zhangguoxi       | 1978 TA2       | Zhang Guoxi, kitajski industrialec † |
| 3029 Sanders          | 1981 EA8       | Jeffrey D. Sanders, ameriški študent † |
| 3030 Vehrenberg       | 1981 EH16      | Hans Vehrenberg, nemški amaterski astronom, avtor Atlasa vesoljskih čudes (Atlas of Deep-Sky Splendors oziroma Mein Messier-Buch) † ‡ Arhivirano 2006-05-19 na Wayback Machine. |
| 3031 Houston          | 1984 CX        | Walter Scott Houston, ameriški amaterski astronom znan po kolumni Vesoljska čudesa (Deep Sky Wonders) v reviji "Sky & Telescope" [MPC 10845] |
| 3032 Evans            | 1984 CA1       | Reverend Robert O. Evans, avstralski amaterski astronom, odkritelj večjega števila zunajgalaktičnih supernov [MPC 10845] |
| 3033 Holbaek          | 1984 EJ        | mesto Holbæk, Danska, mesto blizu kraja odkritja (Brorfelde Observatoriet) ob njegovi 700-ti letnici v letu 1986 [MPC 10045] |
| 3034 Climenhaga       | A917 SE        | John L. Climenhaga (1916 – 2008), kanadski astronom † Arhivirano 2005-08-29 na Wayback Machine. |
| 3035 Chambers         | A924 EJ        | John Eric Chambers, takrat je bil raziskovalec na Harvard-Smithsonianovem centru za astrofiziko (še brez doktorata) [MPC 22497] |
| 3036 Krat             | 1937 TO        | Vladimir Aleksejevič Krat, ruski astronom † Arhivirano 2005-01-24 na Wayback Machine. |
| 3037 Alku             | 1944 BA        | odkriteljeva ladja iz otroštva, zgradil jo je njegov oče [MPC 18450] |
| 3038 Bernes           | 1978 QB3       | Mark Naumovich Bernes, sovjetski filmski igralec in pevec † |
| 3039 Yangel           | 1978 SP2       | Mihail Kuzmič Jangel (rusko Михаил Кузьмич Янгель), sovjetski oblikovalec raket in izstrelkov [MPC 10547] † ‡ |
| 3040 Kozai            | 1979 BA        | Yoshihide Kozai, japonski astronom in strokovnjak za nebesno mehaniko, odkritelj Kozaijevega pojava [MPC 9770] |
| 3041 Webb             | 1980 GD        | Rev. Thomas William Webb (1807 – 1885), britanski amaterski astronom, avtor dela Celestial Objects for Common Telescopes in odkritelj velike rdeče orjakinje S Orionis [MPC 9770] |
| 3042 Zelinsky         | 1981 EF10      | David S. Zelinsky, ameriški matematik, prvotno aktivni sodelavec pri programu Nadzor asterodov, ki prečkajo tirnice planetov (Palomar Planet-Crossing Asteroid Survey ali PCAS) medtem, ko je bil študent na kalifornijskem tehnološkem inštitutu (Caltech) [MPC 13173] |
| 3043 San Diego        | 1982 SA        | mesto San Diego, Kalifornija, v priznanje za trud mesta za zmanjšanje svetlobnega onesnaženje [MPC 8914] |
| 3044 Saltykov         | 1983 RE3       | Nikita Saltykov, prvi odkriteljev stari oče [MPC 22245] |
| 3045 Alois            | 1984 AW        | Alois T. Stuczynski, odkriteljev stari oče [MPC 9479] |
| 3046 Molière          | 4120 P-L       | Molière (1622 – 1673), francoski dramatik [MPC 10045] |
| 3047 Goethe           | 6091 P-L       | Johann Wolfgang von Goethe (1749 – 18329), nemški pesnik in dramatik iz 18. in 19. stoletja [MPC 10045] |
| 3048 Guangzhou        | 1964 TH1       | mesto Guangčou (Kanton), največje mesto na južnem delu Kitajske in glavno mesto province Guangdong [MPC 15089] |
| 3049 Kuzbass          | 1968 FH        | Kuznets Basin, industrijsko področje (Kemerovska oblast) v Sibiriji, znana po premogovništvu (eno izmed najbogatejših nahajališč premoga na svetu) [MPC 13173] |
| 3050 Carrera          | 1972 NW        | več oseb s priimkom Carrera (Javiera, Juan José, José Miguel in Luis), osebe iz Čilske vojne za neodvisnost v 18. in 19. stoletju [MPC 10547] |
| 3051 Nantong          | 1974 YP        | mesto Nantong, Ljudska republika Kitajska [MPC 20835] |
| 3052 Herzen           | 1976 YJ3       | Aleksander Ivanovič Herzen (rusko Алекса́ндр Ива́нович Ге́рцен), ruski revolucionar iz 19. stoletja, pisatelj in filozof, "oče ruskega socializma" in osnovalec svobodnega tiska [MPC 11159] |
| 3053 Dresden          | 1977 QS        | mesto Dresden, Nemčija (takrat v NDR) [MPC 9770] |
| 3054 Strugatskia      | 1977 RE7       | Boris in Arkady Strugatsky, ruska pisca znanstvene fantastike † Arhivirano 2005-01-24 na Wayback Machine. |
| 3055 Annapavlova      | 1978 TR3       | Anna Pavlova, ruska baletna plesalka † Arhivirano 2012-07-17 na Wayback Machine. |
| 3056 INAG             | 1978 VD1       | kratica za francoski Nacionalni inštitut za astronomijo in geofiziko (Institut national d'astronomie et de géophysique), ki je zgradil teleskop s katerim je bilo omogočeno odkritje † |
| 3057 Mälaren          | 1981 EG        | jezero Mälaren, Švedska † |
| 3058 Delmary          | 1981 EO17      | Delmary Rose Schanz, ameriški umetnik iz 20. stoletja † |
| 3059 Pryor            | 1981 EF23      | Carlton P. Pryor, ameriški astronom, sodelavec pri programu Nadzor asterodov, ki prečkajo tirnice planetov (Palomar Planet-Crossing Asteroid Survey ali PCAS) medtem, ko je bil študent na kalifornijskem tehnološkem inštitutu (Caltech) [MPC 13173] |
| 3060 Delcano          | 1982 RD1       | Juan Sebastian del Caño (1486/1487 – 1526), španski navigator, poročnik Magellana, ki je prvi obkrožil Zemljo † |
| 3061 Cook             | 1982 UB1       | James Cook (1728 – 1779), britanski navigator † |
| 3062 Wren             | 1982 XC        | Christopher Wren (1632 – 1723), britanski arhitekt in astronom † |
| 3063 Makhaon          | 1983 PV        | Makhaon, mitološki zdravnik Grkov med trojansko vojno † |
| 3064 Zimmer           | 1984 BB1       | Louis Zimmer, belgijski (flamski) izdelovalec ur in amaterski astronom † Arhivirano 2007-06-30 na Wayback Machine. |
| 3065 Sarahill         | 1984 CV        | Sarah J. Hill, ameriški astronom † |
| 3066 McFadden         | 1984 EO        | Lucy-Ann McFadden, ameriški planetarni strovnjak † Arhivirano 2006-09-04 na Wayback Machine. |
| 3067 Akhmatova        | 1982 TE2       | Anna Andrejevna Gorenko (1889 – 1966) (rusko А́нна Ахма́това, pravo ime А́нна Андре́евна Горе́нко), sovjetska pesnica iz 20. stoletja † |
| 3068 Khanina          | 1982 YJ1       | Frida Borisovna Khanina, sovjetska določevalka tirnic † |
| 3069 Heyrovský        | 1982 UG2       | Jaroslav Heyrovský (1890 – 1967), češki fizikalni kemik † |
| 3070 Aitken           | 1949 GK        | Robert Grant Aitken, ameriški astronom iz 19. in 20. stoletja, četrti direktor Observatorija Lick, avtor kataloga "New General Catalogue of Double Stars within 12° of the North Pole" (1932) [MPC 14481] |
| 3071 Nesterov         | 1973 FT1       | Pyotr Nesterov, ruski pionirski letalec iz 19. in 20. stoletja † |
| 3072 Vilnius          | 1978 RS1       | mesto Vilnius, Litva † |
| 3073 Kursk            | 1979 SW11      | mesto Kursk, Rusija † |
| 3074 Popov            | 1979 YE9       | Aleksander Stepanovič Popov (1859 – 1906), ruski začetnik radiotehnike, izumitelj antene † |
| 3075 Bornmann         | 1981 EY15      | Patricia L. Bornmann, ameriški astronomka, ki se ukvarja s Soncem, aktivna sodelavka pri programu Nadzor asterodov, ki prečkajo tirnice planetov (Palomar Planet-Crossing Asteroid Survey ali PCAS) medtem, ko je bila študentka na Kalifornijskem tehnološkem inštitutu (Caltech)[MPC 13174] |
| 3076 Garber           | 1982 RB1       | Paul E. Garber (1899 – 1992), ameriški zgodovinar † |
| 3077 Henderson        | 1982 SK        | Thomas James Henderson (1798 – 1844), škotski astronom, prvi Kraljevi astronom Škotske, prvi je izmeril razdaljo do zvezde Alpha Centauri v letu 1839 [MPC 10846] |
| 3078 Horrocks         | 1984 FG        | Jeremiah Horrocks, astronom in matematik iz 17. stoletja, ki je napovedal prehod Venere preko Sonca v novembru leta 1639 in je tako postal prvi, ki je videl ta dogodek; verjel je tudi, da ima Luna eliptično tirnico, ki ima Zemljo v enem gorišču, kar je potrdil šele Newton [MPC 10846] |
| 3079 Schiller         | 2578 P-L       | Friedrich Schiller, nemški dramatik iz 18. stoletja [MPC 10045] |
| 3080 Moisseiev        | 1935 TE        | Nikolaj Dmitrevič Moisejev (Moisseev), sovjetski astronom iz 20. stoletja † |
| 3081 Martinůboh       | 1971 UP        | Bohuslav Martinů, češki skladatelj [MPC 31609] |
| 3082 Dzhalil          | 1972 KE        | Musa Mustafovich Dzhalil' (Musa Cälil), tatarsko-sovjetski pesnik iz 20. stoletja † |
| 3083 OAFA             | 1974 MH        | kratica za observatorij Felix Aguilar (Observatorio Astronómico Félix Aguilar) [MPC 19333] |
| 3084 Kondratyuk       | 1977 QB1       | Juri Kondratjuk (1897 – 1942), sovjetski pionir kozmonautike iz začetka 20. stoletja † |
| 3085 Donna            | 1980 DA        | Donna Marie Thompson, ameriška pomočnica v upravi Središča za male planete in v Centralnem uradu za astronomske brzojavke ter tajnica Oddelka za planetarne znanosti pri Harvard-Smithsonianovem centru za astrofiziko [MPC 16244] |
| 3086 Kalbaugh         | 1980 XE        | Carroll Kalbaugh Liller, oče čilskega astronoma Williama Lillerja [MPC 10548] |
| 3087 Beatrice Tinsley | 1981 QJ1       | Beatrice Muriel Tinsley, rojena Hill, v Britaniji rojena novozelandska astronomka iz 20. stoletja [MPC 9479] |
| 3088 Jinxiuzhonghua   | 1981 UX9       | "Čudovita Kitajska", park pri Šenčenu, največji park na svetu z miniaturnimi modeli [MPC 17221] |
| 3089 Oujianquan       | 1981 XK2       | Jian-Quan Ou, kitajski podjetnik, zaradi njegovega prispevka k razvoju mestnih podjetij [MPC 22497] |
| 3090 Tjossem          | 1982 AN        | družina Tjossem iz države Washington, njeni člani so bili v štirih generacijah prijatelji odkritelja in njegove družine (posebno še Peter Tjossem, amaterski entomolog in paleobotanik) [MPC 10045] |
| 3091 van den Heuvel   | 6081 P-L       | Edward Peter Jacobus van den Heuvel, nizozemski astronom in njegova nečakinja Julia Edith van den Heuvel [MPC 11159] † |
| 3092 Herodotus        | 6550 P-L       | Herodot, grški zgodovinar iz 5. stoletja pr.n. št., "oče Historiografije" [MPC 11159] |
| 3093 Bergholz         | 1971 MG        | Olga Fedorovna Bergholz, ruska pesnica iz 20. stoletja † Arhivirano 2012-07-17 na Wayback Machine. ‡ |
| 3094 Chukokkala       | 1979 FE2       | Kornej Ivanovič Čukovski (1882 – 1969) (rusko Корне́й Ива́нович Чуко́вский), pravo ime je Nikolaj Vasiljevič Kornejčukov, 18th-19th-century ruski pisatelj, pesnik ("Čukokkala" je naslov njegovega almanaha) † |
| 3095 Omarkhayyam      | 1980 RT2       | Omar Hajam, perzijski pesnik, matematik in filozof iz 11. in 12. stoletja † |
| 3096 Bezruč           | 1981 QC1       | Petr Bezruč (1867 – 1958), češki pesnik † |
| 3097 Tacitus          | 2011 P-L       | Tacit, rimski zgodovonar [MPC 11159] |
| 3098 van Sprang       | 4579 P-L       | Bert van Sprang, nizozemski strokovnjak za meteorje † |
| 3099 Hergenrother     | 1940 GF        | Carl W. Hergenrother, ameriški astronom [MPC 27124] |
| 3100 Zimmerman        | 1977 EQ1       | Nikolaj Vladimirovič Zimmerman, ruski astronom † Arhivirano 2005-01-24 na Wayback Machine. |
| 3101–3200             |                | |
| 3101 Goldberger       | 1978 GB        | Marvin L. Goldberger, ameriški fizik, učitelj in človekoljub, predsednik Kalifornijskega tehnološkega inštituta, v spomin na njegov rojstni dan22. oktobra [MPC 9217] |
| 3102 Krok             | 1981 QA        | Krok, mitološki slovanski princ † |
| 3103 Eger             | 1982 BB        | mesto Eger, ki leži severovzhodno od Budimpešte, nekoč šesto največje mesto na Madžarskem, znano po srednjeveških ulicah, gradu in rdečem vinu Egri Bikavér (Bikova kri) † Arhivirano 2005-03-06 na Wayback Machine. |
| 3104 Dürer            | 1982 BB1       | Albrecht Dürer (1471 – 1528), nemški slikar, rezbar in učenjak [MPC 9217] |
| 3105 Stumpff          | A907 PB        | Karl Stumpff, nemški strokovnjak za nebesno mehaniko, profesor astronomije, začetnik metode za hitro Fourierovo analizo, napisal je knjigo Nebesna mehanika (Himmelsmechanik) v treh delih[MPC 22497] |
| 3106 Morabito         | 1981 EE        | Linda Morabito (pozneje Linda Kelly), vodja izobraževalnega programa pri Planetarni družbi † Arhivirano 2001-02-08 na Wayback Machine. |
| 3107 Weaver           | 1981 JG2       | Kenneth F. Weaver, ameriški višji pomočnik za znanost pri reviji National Geographic [MPC 10311] |
| 3108 Lyubov           | 1972 QM        | Ljubov Petrovna Orlova (1902 – 1975), sovjetska igralka † |
| 3109 Machin           | 1974 DC        | Arnold Machin (1911 – 1999), britanski kipar [MPC 34618] |
| 3110 Wagman           | 1975 SC        | Nicholas E. Wagman, ameriški astronom in strokovnjak za astrometrijo † |
| 3111 Misuzu           | 1977 DX8       | vzdevek za provinco Šinano, sedaj je to prefektura Nagano, Japonska, kraj odkritja [MPC 11441] |
| 3112 Velimir          | 1977 QC5       | Velimir Hlebnikov (psevdonimViktor Vladimirovič Hlebnikov, rusko Велими́р Хле́бников) (1885 – 1922), ruski pesnik † |
| 3113 Chizhevskij      | 1978 RO        | Aleksandr Leonidovič Chizhevskij (1897 – 1964) (rusko Александр Леонидович Чижевский), sovjetski biolog, eden izmed začetnikov heliobiologije † |
| 3114 Ercilla          | 1980 FB12      | Don Alonso de Ercilla y Zúñiga, 16th-century španski pesnik in vojak, v Čilu se je boril proti Mapučom (Araukanci), kar mu je dalo navdih za epsko pesem La Araucana [MPC 11160] |
| 3115 Baily            | 1981 PL        | Francis Baily (1774 – 1844), angleški astronom, eden izmed ustanoviteljev Kraljeve astronomske zveze (Royal Astronomical Society),po njem se imenujejo Bailyjevi biseri [MPC 11160] |
| 3116 Goodricke        | 1983 CF        | John Goodricke (1764 – 1786), nizozemsko-angleški ljubiteljski gluhonemi astronom, ki je odkril, da je zvezda Algol dvojna zvezda, odkril je tudi zvezdo δ Cephei [MPC 10847] † |
| 3117 Niepce           | 1983 CM1       | Joseph Nicéphore Niépce (1765 – 1833), francoski začetnik fotografije [MPC 10548] |
| 3118 Claytonsmith     | 1974 OD        | Clayton Albert Smith, ameriški strokovnjak za astrometrijo, direktor Južnega Yale-Columbia observatorija in pozneje oddelka za astrometrijo na Ameriškem pomorskem observatoriju (United States Naval Observatory ali USNO) † Arhivirano 2005-02-20 na Wayback Machine. |
| 3119 Dobronravin      | 1972 YX        | Petr Pavlovič Dobronravin, ruski astrofizik in spektroskopist, namestnik direktorja Krimskega astrofizikalnega observatorija 1952–1969 † Arhivirano 2005-01-24 na Wayback Machine. ‡ |
| 3120 Dangrania        | 1979 RZ        | Daniil Aleksandrovič Granin, ruski pisatelj iz 20. stoletja † Arhivirano 2012-07-17 na Wayback Machine. ‡ |
| 3121 Tamines          | 1981 EV        | Tamines, Belgija, sedaj se imenuje (Sambreville) [MPC 19333] |
| 3122 Florence         | 1981 ET3       | Florence Nightingale, angleška bolničarka in bolnišnična refomatorka [MPC 21955] |
| 3123 Dunham           | 1981 QF2       | David Waring Dunham, ameriški astronom, organizator Mednarodne zveze za opazovanje okultacije [MPC 10847] |
| 3124 Kansas           | 1981 VB        | Kansas, Združene države amerike, odkriteljev domači kraj in sedež univerzr v kansasu, kjer je študiral odkritelj, v čast 100-letnice opazovalne astronomije [MPC 10045] |
| 3125 Hay              | 1982 BJ1       | William Thompson Hay, britanski komedijant, filmska zvezda v 30-tih in zgodnjih 40. letih 20. stoletja in ljubiteljski astronom, ponovno je odkril Saturnovo Great White Spot in 1933 [MPC 10847] |
| 3126 Davydov          | 1969 TP1       | Denis Vasiljevič Davidov, ruski uradnik, pisatelj in pesnik iz 18. in 19. stoletja, junak iz vojne leta 1812 [MPC 11160] |
| 3127 Bagration        | 1973 ST4       | Petr Ivanovič Bagration (1765 – 1812), ruski general, junak vojne leta 1812, ki je umrl v bitki pri Vorodinu [MPC 11160] |
| 3128 Obruchev         | 1979 FJ2       | Vladimir Afanasjevich Obruchev, 19th-20th-century ruski geolog, geograf in avtor popularnih knjig iz znanosti in znansvene fantastike [MPC 12013] |
| 3129 Bonestell        | 1979 MK2       | Chesley Bonestell, ameriški vesoljski umetnik. Imenovan po tekmovanju, ki ga je organizirala Plantarna družba † Arhivirano 2001-02-08 na Wayback Machine. |
| 3130 Hillary          | 1981 YO        | Edmund Hillary, britanski alpinist † |
| 3131 Mason-Dixon      | 1982 BM1       | Charles Mason in Jeremiah Dixon, 18th-century britanska astronoma, ki sta opazovala v letu 1761 prehod Venere na Rtu dobrega upanja in pozneje (1763–1767) sta nadzorovala mejo med Pensilvanijo in Marylandom [MPC 10847] |
| 3132 Landgraf         | 1940 WL        | Werner Landgraf, nemški astronom, ki je prvi določil tirnico (začetne črke njegovega imena in priimka se nahajajo v začasni oznaki asteroida - WL) † Arhivirano 2007-09-27 na Wayback Machine. |
| 3133 Sendai           | A907 TC        | mesto Sendai, Japonska, ki ga imenujejo tudi "Vzhodni Heidelberg" (asteroid je bil odkrit v Heidelbergu ) ali Astronomski observatorij Sendai [MPC 10045] |
| 3134 Kostinsky        | A921 VA        | Sergej Konstantinovič Kostinskij, ruski astronom, po njem se imenuje pojav Kostinskega [MPC 10548] † Arhivirano 2005-01-24 na Wayback Machine. |
| 3135 Lauer            | 1981 EC9       | Tod R. Lauer, ameriški astronom, ki je kot študent na Kalifornijskem tehnološkem inštitutu (Caltch) sodeloval v programu Nadzor asterodov, ki prečkajo tirnice planetov (Palomar Planet-Crossing Asteroid Survey ali PCAS) [MPC 13174] |
| 3136 Anshan           | 1981 WD4       | mesto Anšan, Ljudska republika Kitajska [MPC 21607] |
| 3137 Horky            | 1982 SM1       | češki grič, kjer, kjer je stal prvi teleskop Antonína Mrkosa † |
| 3138 Ciney            | 1980 KL        | Ciney, Belgija, voditelj mesta Condroz, kjer je odkritelj stanoval [MPC 15573] |
| 3139 Shantou          | 1980 VL1       | mesto Šantou, Ljudska republika Kitajska [MPC 16244] |
| 3140 Stellafane       | 1983 AO        | klubska hiša Stellafane, ki so jo zgradili člani kluba izdelovalcev teleskopa v Springfieldu in kjer organizirajo letno zabavo ljubiteljskih izdelovalcev teleskopov in ljubiteljskih astronomov |
| 3141 Buchar           | 1984 RH        | Emil Buchar, češki astronom † |
| 3142 Kilopi           | 1937 AC        | kilo pi (1000*π, zaokroženo na 3142 – številka asteroida) [MPC 9771] |
| 3143 Genecampbell     | 1980 UA        | I. Gene Campbell, ameriški sistemski programer v računalniškem centru na Harvard-Smithsonianovem centru za astrofiziko [MPC 16244] |
| 3144 Brosche          | 1931 TY1       | Peter Brosche, nemški astronom iz 20. stoletja [MPC 22497] |
| 3145 Walter Adams     | 1955 RY        | Walter Sydney Adams (1876 – 1956), ameriški astronom, direktor Observatorija Mount Wilson (1923–1946), na katerem so spektroskopske analize vodile do odkritja asteroida skupaj z Ernst Arnold Kohlschütter s pomočjo spektroskopske metode določanja paralakse. Walter Adams je odkril kot prvo belo pritlikavko tudi zvezdo Sirius B. [MPC 15089]                                                               |
| 3146 Dato             | 1972 KG        | Dato Kratsashvili, 20th-century Georgian painter [MPC 13174] † |
| 3147 Samantha         | 1976 YU3       | Samantha Reed Smith, ameriška šolarka, ki je postala "najmlajša ameriška ambasadorka" [MPC 11160] † |
| 3148 Grechko          | 1979 SA12      | Georgij Mihailovič Grečko, sovjetski kozmonavt in znanstvenik [MPC 12971] † |
| 3149 Okudzhava        | 1981 SH        | Bulat Okudzhava, ruski (iz Gruzija ) pisatelj, pesnik, skladatelj in scenarist [MPC 12209] † Arhivirano 2011-05-21 na Wayback Machine. ‡ |
| 3150 Tosa             | 1983 CB        | provinca Tosa (staro ime za prefekturo Kōči), Japonska, kjer je odkritelj stanoval [MPC 10847]</small |
| 3151 Talbot           | 1983 HF        | William Henry Fox Talbot, britanski začetnik fotografije * |
| 3152 Jones            | 1983 LF        | * |
| 3153 Lincoln          | 1984 SH3       | Abraham Lincoln, ameriški predsednik * |
| 3154 Grant            | 1984 SO3       | Ulysses S. Grant, ameriški predsednik * |
| 3155 Lee              | 1984 SP3       | Robert E. Lee, ameriški general * |
| 3156 Ellington        | 1953 EE        | Duke Ellington, ameriški glasbenik * |
| 3157 Novikov          | 1973 SX3       | Aleksej Ivanovič Novikov, sovjetski letalec in pesnik † |
| 3158 Anga             | 1976 SU2       | vas v Sibiriji, rojstni kraj ruskih etnografov Ivana Evseeviča Venjaminova in Afanasija Prokofeviča Ščapova (1830 – 1876) (rusko Афанасий Прокофьевич Щапов) † |
| 3159 Prokof'ev        | 1976 US2       | Vladimir Konstantinovič Prokofjev, ruski strokovnjak za spektroskopijo † |
| 3160 Angerhofer       | 1980 LE        | Phillip Edward Angerhofer, ameriški astronom in astrofizik * |
| 3161 Beadell          | 1980 TB5       | * |
| 3162 Nostalgia        | 1980 YH        | imenovan po dobrih stvareh, ki jih ni več † |
| 3163 Randi            | 1981 QM        | James Randi, čarodej † |
| 3164 Prast            | 6562 P-L       | * |
| 3165 Mikawa           | 1984 QE        | provinca Mikawa (staro ime za vzhodni del prefecture Aiči), Japonska |
| 3166 Klondike         | 1940 FG        | brata Karl F. Joutsen in Anton F. Johnson, ki sta imela srečo med zlato mrzlico v Klondiku † Arhivirano 2005-08-29 na Wayback Machine. |
| 3167 Babcock          | 1955 RS        | Horace Babcock, ameriški astronom * |
| 3168 Lomnický Štít    | 1980 XM        | Lomnický Štít, češki meteorološki in sončev observatorij † |
| 3169 Ostro            | 1981 LA        | Steven Jeffrey Ostro, ameriški astronom |
| 3170 Dzhanibekov      | 1979 SS11      | Vladimir Aleksandrovič Džanibekov (rusko Владимир Александрович Джанибеков), sovjetski kozmonavt † |
| 3171 Wangshouguan     | 1979 WO        | Šou-Guan Wang, kitajski astronom* |
| 3172 Hirst            | 1981 WW        | William Parkinson Hirst, južnoafriški astronom |
| 3173 McNaught         | 1981 WY        | Robert McNaught, britanski astronom* |
| 3174 Alcock           | 1984 UV        | George Alcock, britanski lovec na komete in nove |
| 3175 Netto            | 1979 YP        | Edgar Rangel Netto, brazilski astronom * |
| 3176 Paolicchi        | 1980 VR1       | Paolo Paolicchi, italijanski astrofizik |
| 3177 Chillicothe      | 1934 AK        | eden izmed krajev z imenom Chillicothe v Ohiou, Missouriju ali Illinoisu? * |
| 3178 Yoshitsune       | 1984 WA        | Minamoto no Jošitsune, samuraj |
| 3179 Beruti           | 1962 FA        | Colonel Antonio Luis Beruti, argentinski vojaški oficir in voditelj med argentinsko borbo za neodvisnost od Španije |
| 3180 Morgan           | 1962 RO        | William Wilson Morgan, ameriški astronom [MPC 15089] |
| 3181 Ahnert           | 1964 EC        | Paul Oswald Ahnert, nemški astronom, avtor letnega Koledarja za prijatelje zvezd (Kalender fur Sternfreunde) [MPC 9771] |
| 3182 Shimanto         | 1984 WC        | reka Shimanto River, najdaljša reka v odkriteljevi domači prefekturi Koči, Japonska [MPC 10848] |
| 3183 Franzkaiser      | 1949 PP        | Franz Kaiser nemški astronom † Arhivirano 2007-09-27 na Wayback Machine. |
| 3184 Raab             | 1949 QC        | Herbert Raab, avstrijski inženir za programsko opremo in ljubiteljski astronom, avtor programa Astrometrica † ‡ |
| 3185 Clintford        | 1953 VY1       | Clinton B. Ford, ameriški ljubiteljski astronom, nekoč je bil tajnik ameriške Zveze opazovalcev zvezd spremenljivk, soustanovitelj observatorija, ki se danes imenujeObservatorij Ford v južni Kaliforniji, leta 1987 je dobil za svoje dosežke nagrado Pacifiške astronomske zveze [MPC 15260] |
| 3186 Manuilova        | 1973 SD3       | Olga Maksimilianovna Manuilova, sovjetska kiparka † |
| 3187 Dalian           | 1977 TO3       | mesto Dalian, [[Ljudska republika Kitajska]] [MPC 22497] |
| 3188 Jekabsons        | 1978 OM        | Peter Jekabsons, 20th-century avstralski opazovalec in astronomski slikar, njegove slike krasijo stene Observatorija Perth,kjer je bil asteroid odkrit [MPC 18644] |
| 3189 Penza            | 1978 RF6       | mesto Penza, Rusija † |
| 3190 Aposhanskij      | 1978 SR6       | Vladimir Mihailovič Apošanskij, 20th-century sovjetski pesnik in časnikar iz 20. stoletja [MPC 11160] |
| 3191 Svanetia         | 1979 SX9       | Svaneti, gorsko področje v Gruziji [MPC 12971] |
| 3192 A'Hearn          | 1982 BY1       | Michael Francis A'Hearn, ameriški astronom † ‡ Arhivirano 2006-09-04 na Wayback Machine. |
| 3193 Elliot           | 1982 DJ        | James L. Elliot, ameriški professor fizika\|fizike]] in astronomije Tehnološkem inštitutu Massachusetts in soodkritelj Uranovih obročev [MPC 10848] |
| 3194 Dorsey           | 1982 KD1       | Dorsey Taylor Shoemaker, Jr., ameriški poslovnež in stric drugega odkritelja [MPC 10311] |
| 3195 Fedchenko        | 1978 PT2       | družina Fedčenko ruski iz 19. in 20. stoletja: Aleksej Pavlovič Fedčenko (1844 – 1873) (rusko Алексей Павлович Федченко), prirodoslovec, zemljepisec in raziskovalec, njegova žena Olga Aleksandrovna Fedčenko, botaničarka in zbirateljica rastlin ter njihov sin Boris Aleksejevich Fedčenko, botanik, zemljepisec, pisatelj in eden izmed pobudnikov in sodelavec v večdelni knjigi "Flora v SSSR" [MPC 12971] |
| 3196 Maklaj           | 1978 RY        | Nikolaj Mikluko-Maklaj (rusko Николай Николаевич Миклухо-Маклай (1846 – 1888), ruski etnolog † Arhivirano 2012-07-17 na Wayback Machine. |
| 3197 Weissman         | 1981 AD        | Paul Robert Weissman, ameriški fizik, ki je proučeval komete [MPC 11160] |
| 3198 Wallonia         | 1981 YH1       | Wallonia (Walloon Region), eno izmed treh zveznih področij Belgije, kjer je odkriteljev rojstni kraj in mesto Inštituta za astrofiziko (Institut d'astrophysique) [MPC 10848] |
| 3199 Nefertiti        | 1982 RA        | Nefertiti, [[Egyptian queen [MPC 10311] |
| 3200 Phaethon         | 1983 TB        | Feton]], mitološki sin Heliosa, ki je vozil sončno kočijo, izgubil je oblast nad njo in skoraj prinesel ogenj na zemljo [MPC 9771] |
| 3201 Sijthoff         | 6560 P-L       | Albert Willem Sijthoff, nizozemski založnik, ki je omogočil izgradnjo Planetarija Sijthoff v haagu. Ko je ta pogorel v letu 1975 je A. G. Sijthoff omogočil izgradnjo nadomestnega, ki so ga poimenovali Omniversum † |
| 3202 Graff            | A908 AA        | Kasimir Romuald Graff, nemški astronom* |
| 3203 Huth             | 1938 SL        | Hans Huth, nemški astronom* |
| 3204 Lindgren         | 1978 RH        | Astrid Anna Emilia Lindgren, švedska pisateljica † |
| 3205 Boksenberg       | 1979 MO6       | Alec Boksenberg, britanski astronom* |
| 3206 Wuhan            | 1980 VN1       | Wuhan, [[Ljudska republika Kitajska]] |
| 3207 Spinrad          | 1981 EY25      | Hyron Spinrad, ameriški astronom* |
| 3208 Lunn             | 1981 JM        | * |
| 3209 Buchwald         | 1982 BL1       | Vagn Fabritius Buchwald, danski strokovnjak za meteorite * |
| 3210 Lupishko         | 1983 WH1       | Dmitrij Lupiško, ukrajinski astronom* |
| 3211 Louispharailda   | 1931 CE        | Louis Pharailda? * |
| 3212 Agricola         | 1938 DH2       | Georg Agricola, nemški znanstvenik, "oče mineralogije"* |
| 3213 Smolensk         | 1977 NQ        | Smolensk, Rusija † |
| 3214 Makarenko        | 1978 TZ6       | Anton Makarenko, sovjetski fučitelj in pisatelj † |
| 3215 Lapko            | 1980 BQ        | Konstantin Kuzmič Lapko, sovjetski kirurg † |
| 3216 Harrington       | 1980 RB        | Robert Sutton Harrington, ameriški astronom † Arhivirano 2005-02-20 na Wayback Machine. |
| 3217 Seidelmann       | 1980 RK        | Paul Kenneth Seidelmann, ameriški astronom* |
| 3218 Delphine         | 6611 P-L       | * |
| 3219 Komaki           | 1934 CX        | Kōjirō Komaki, japonski ljubiteljski astronom |
| 3220 Murayama         | 1951 WF        | Sadao Murajama, japonski astronom |
| 3221 Changshi         | 1981 XF2       | Čangšu, Ljudska republika Kitajska |
| 3222 Liller           | 1983 NJ        | William Liller, ameriški astronom † Arhivirano 2008-03-09 na Wayback Machine. |
| 3223 Forsius          | 1942 RN        | Aron Sigfrid Forsius (znan tudi kot Siegfried Aronsen), na Finskem rojen professor astronomije v Uppsali, Švedska. His 1611 manuscript propounding his theory of colours was discovered in the Royal Library in Stockholm in 1969* |
| 3224 Irkutsk          | 1977 RL6       | Irkutsk, Rusija |
| 3225 Hoag             | 1982 QQ        | Arthur Allen Hoag, ameriški astronom* |
| 3226 Plinius          | 6565 P-L       | Plinij starejši (ali Plinij mlajši)* |
| 3227 Hasegawa         | 1928 DF        | Ičirō Hasegawa, japonski astronom* |
| 3228 Pire             | 1935 CL        | Georges Pire (oče Dominique), belgijski menih (red dominikancev), dobitnik Nobelove nagrade za mir v letu 1958 * |
| 3229 Solnhofen        | A916 PC        | Solnhofen, južno od (SSE) Nürnberga v }enčiji, ki je znan po apnencu in fosilih * |
| 3230 Vampilov         | 1972 LE        | Aleksandr Valentinovich Vampilov, sovjetski dramatic † |
| 3231 Mila             | 1972 RU2       | Ljudmila Pakhomova, sovjetski plesalka na ledu † |
| 3232 Brest            | 1974 SL        | Brest, a city in Belarus † |
| 3233 Krišbarons       | 1977 RA6       | Krišjānis Barons, Latvian folklorist † |
| 3234 Hergiani         | 1978 QO2       | Mihail Visarionovič Hergiani, znani sovjetski planinec † |
| 3235 Melchior         | 1981 EL1       | Paul Jacques Léon Melchior, belgijski geofizik * |
| 3236 Strand           | 1982 BH1       | * |
| 3237 Victorplatt      | 1984 SA5       | Victor Platt, britanski figralec * |
| 3238 Timresovia       | 1975 VB9       | Nikolay Timofeeff-Ressovsky, sovjetski biolog † |
| 3239 Meizhou          | 1978 UJ2       | Meizhou, Ljudska republika Kitajska |
| 3240 Laocoon          | 1978 VG6       | Laocoön, svečenik Pozejdona iz Troje |
| 3241 Yeshuhua         | 1978 WH14      | Šuhua Je (ali po kitajsko: Je Šuhua), kitajski astronom † |
| 3242 Bakhchisaraj     | 1979 SG9       | mesto Bahčisaraj na Krimu, kjer je Krimskega astrofizikalnega observatorija † |
| 3243 Skytel           | 1980 DC        | imenovan po reviji Sky and Telescope ob njeni 50- letnici † |
| 3244 Petronius        | 4008 P-L       | Petronij, rimski pisatelj |
| 3245 Jensch           | 1973 UL5       | Alfred Jensch, nemški astronom* |
| 3246 Bidstrup         | 1976 GQ3       | Herluf Bidstrup, danski karikaturist † |
| 3247 Di Martino       | 1981 YE        | Mario di Martino, italijanski astronom* |
| 3248 Farinella        | 1982 FK        | Paolo Farinella, italijanski astronom* |
| 3249 Musashino        | 1977 DT4       | Musašino, predmestje Tokia, Japan* |
| 3250 Martebo          | 1979 EB        | mesto Martebo na otoku Gotland, Švedska † Arhivirano 2011-05-14 na Wayback Machine. |
| 3251 Eratosthenes     | 6536 P-L       | Eratosten, Ancient Greek scientist |
| 3252 Johnny           | 1981 EM4       | * |
| 3253 Gradie           | 1982 HQ1       | Jonathan Carey Gradie, ameriški astronom |
| 3254 Bus              | 1982 UM        | Schelte John Bus, ameriški astronom |
| 3255 Tholen           | 1980 RA        | David James Tholen, ameriški astronom |
| 3256 Daguerre         | 1981 SJ1       | Louis Daguerre, francoski kemik in umetnik, začetnik fotografije (Daguerrejev postopek) |
| 3257 Hanzlík          | 1982 GG        | Stanislav Hanzlík, češki meteorolog in klimatolog † |
| 3258 Somnium          | 1983 RJ        | Keplerjevo delo Somnium, sive opus posthumum de astronomia lunaris (Sanje ali posmrtno delo o atronomiji Lune), ki vključuje resno študijo lunarne astronomije in namišljeno potovanje na Luno |
| 3259 Brownlee         | 1984 SZ4       | Donald Eugene Brownlee, ameriški astronom* |
| 3260 Vizbor           | 1974 SO2       | Jurij Josifovič Vizbor, ruski igralec, pesnik, pisatelj, skladatelj in dramatik † |
| 3261 Tvardovskij      | 1979 SF9       | Aleksandr Tvardovski, sovjetski pesnik † |
| 3262 Miune            | 1983 WB        | gora Miune, prefektura Kōči, Japonska |
| 3263 Bligh            | 1932 CN        | William Bligh, kapitan ladje Bounty |
| 3264 Bounty           | 1934 AF        | HMAS Bounty, ladja |
| 3265 Fletcher         | 1953 VN2       | Fletcher Christian, upornik na ladji Bounty |
| 3266 Bernardus        | 1978 PA        | Andres Bernardus Muller, nizozemski astronom † |
| 3267 Glo              | 1981 AA        | Vzdevek Eleanor Francis Helin, ameriške astronomke, iskalke kometov in svetovalke pri Planetarni družbi † Arhivirano 2001-02-08 na Wayback Machine. |
| 3268 De Sanctis       | 1981 DD        | Giovanni de Sanctis, italijanski astronom* |
| 3269 Vibert-Douglas   | 1981 EX16      | Alice Vibert Douglas, kanadski astronom † Arhivirano 2005-08-29 na Wayback Machine. |
| 3270 Dudley           | 1982 DA        | Observatorij Dudley, Albany, New York in pozneje Schenectady, New York. V začetku je bil namenjen za delo v astrometriji in pozneje (1956 – 1976) za proučevanje mikrometeoridov. Danes ima močno vzgojno vlogo. * |
| 3271 Ul               | 1982 RB        | * |
| 3272 Tillandz         | 1938 DB1       | Elias Erici Tillandz (Elias Tillander), švedski zdravnik in botanik* |
| 3273 Drukar           | 1975 TS2       | * |
| 3274 Maillen          | 1981 QO2       | Maillen, Belgija* |
| 3275 Oberndorfer      | 1982 HE1       | Hans Oberndorfer, nemški ljubiteljski astronom, direktor Ljudski observatorij München (Volkssternwarte München) † ‡ |
| 3276 Porta Coeli      | 1982 RZ1       | Porta Coeli ("Nebeška vrata") ženski samostan v kraju Tišnov, Češka † |
| 3277 Aaronson         | 1984 AF1       | Marc Aaronson, ameriški astronom |
| 3278 Běhounek         | 1984 BT        | František Běhounek, češki fizik † |
| 3279 Solon            | 9103 P-L       | Solon, zakonodajalec v Antični Grčiji * |
| 3280 Grétry           | 1933 SJ        | André Ernest Modeste Grétry, belgijski (valonski) skladatelj |
| 3281 Maupertuis       | 1938 DZ        | Pierre-Louis Moreau de Maupertuis, francoski matematik in astronom |
| 3282 Spencer Jones    | 1949 DA        | Sir Harold Spencer Jones, britanski astronom, ustanovitelj častnega naziva Kraljevi astronom |
| 3283 Skorina          | 1979 QA10      | Frantsisk Skorina (1485 – 1540 ali 1490 – 1551) (belorusko Франці́шак (Францыск) Скары́на), prvi doktor medicine v Belorusiji, tiskar in založnik * |
| 3284 Niebuhr          | 1953 NB        | Reinhold Niebuhr, ameriški teolog * |
| 3285 Ruth Wolfe       | 1983 VW1       | Ruth F. Wolfe, ameriški geolog, kolega Eugena Merla Shoemakerja in Carolyn Shoemaker pri Geološkem inštitutu Združenih držav Amerike (United States Geological Survey) * |
| 3286 Anatoliya        | 1980 BV        | * |
| 3287 Olmstead         | 1981 DK1       | C. Michelle Olmstead, ameriški astronom* |
| 3288 Seleucus         | 1982 DV        | Selevk, starogrško-kaldejski astronom in filozof * |
| 3289 Mitani           | 1934 RP        | Tetsuyasu Mitani, japonski astronom ali Takefumi Mitani, japonski astronom* |
| 3290 Azabu            | 1973 SZ1       | Azabu, predel Tokia, Japonska |
| 3291 Dunlap           | 1982 VX3       | J. Lawrence Dunlap, ameriški astronom* |
| 3292 Sather           | 2631 P-L       | Robert E. Sather, ameriški astronom* |
| 3293 Rontaylor        | 4650 P-L       | Ronald C. Taylor, ameriški astronom* |
| 3294 Carlvesely       | 6563 P-L       | Carl D. Vesely, ameriški astronom* |
| 3295 Murakami         | 1950 DH        | Tadayoshi Murakami, japonski astronom |
| 3296 Bosque Alegre    | 1975 SF        | imenovan po astrofizikalnem Observatoriju v Cordobi v Argentini |
| 3297 Hong Kong        | 1978 WN14      | Hong Kong, Ljudska republika Kitajska |
| 3298 Massandra        | 1979 OB15      | * |
| 3299 Hall             | 1980 TX5       | Asaph Hall, ameriški astronom ali Donald Hall, ameriški astronom, lahko tudi drugi kandidati* |
| 3300 McGlasson        | 1928 NA        | družinsko ime majhnega plemena v škotskem visokogorju. |
| 3301–3400             |                | |
| 3301 Jansje           | 1978 CT        | Jansje Verveer, mati nizozemskega astronoma Aria Verveerja † |
| 3302 Schliemann       | 1977 RS6       | Heinrich Schliemann, nemški arheolog * |
| 3303 Merta            | 1967 UN        | * |
| 3304 Pearce           | 1981 EQ21      | Joseph A. Pearce, kanadski astronom † Arhivirano 2005-08-29 na Wayback Machine. |
| 3305 Ceadams          | 1985 KB        | Charles Edward Adams, ameriški astronom * |
| 3306 Byron            | 1979 SM11      | George Noel Gordon Byron, angleški pesnik * |
| 3307 Athabasca        | 1981 DE1       | Atabaskani, starodavno ljudstvo v Severni Ameriki † Arhivirano 2005-08-29 na Wayback Machine. |
| 3308 Ferreri          | 1981 EP        | Walter Ferreri, italijanski astronom* |
| 3309 Brorfelde        | 1982 BH        | Observatorij Brorfelde na Danskem |
| 3310 Patsy            | 1931 TS2       | * |
| 3311 Podobed          | 1976 QM1       | Vladimir Vladimirovič Podobed, sovjetski astronom |
| 3312 Pedersen         | 1984 SN        | Holger Pedersen, danski astronom* |
| 3313 Mendel           | 1980 DG        | Gregor Johann Mendel, češko-avstrijski oče genetike † |
| 3314 Beals            | 1981 FH        | Carlyle Smith Beals, kanadski astronom † Arhivirano 2005-08-29 na Wayback Machine. |
| 3315 Chant            | 1984 CZ        | Clarence Augustus Chant, kanadski astronom † Arhivirano 2005-08-29 na Wayback Machine. ‡ Arhivirano 2005-04-26 na Wayback Machine. |
| 3316 Herzberg         | 1984 CN1       | Gerhard Herzberg, v Nemčijirojen kanadski kemik in astronom † Arhivirano 2005-08-29 na Wayback Machine. |
| 3317 Paris            | 1984 KF        | Paris, princ iz Troje |
| 3318 Blixen           | 1985 HB        | Karen Blixen, danski pisatelj |
| 3319 Kibi             | 1977 EJ5       | privinca Kibi (staro ime za prefekturo Okajama in vzhodni del prefekture Hirošima), Japonska |
| 3320 Namba            | 1982 VZ4       | Naniva, staro ime za Osako, Japonska |
| 3321 Dasha            | 1975 TZ2       | Darja Lavrentjevna Mihailova (znana tudi kot Daša Sevastopolskaja]]), ruska usmiljena sestra |
| 3322 Lidiya           | 1975 XY1       | Lidija Visarionovna Zvereva, prva ruska ženska letalka |
| 3323 Turgenev         | 1979 SY9       | Ivan Turgenjev, ruski pisatelj |
| 3324 Avsyuk           | 1983 CW1       | Jurij Nikolaevič Avsjuk, ruski geograf (specialist za gravimetrijo] in geodinamiko) † |
| 3325 TARDIS           | 1984 JZ        | TARDIS, časovni stroj v britanskem znanstveno fantastičnem televizijskem programu Doctor Who |
| 3326 Agafonikov       | 1985 FL        | Askold M. Agafonikov, ruski(?) geofizik † |
| 3327 Campins          | 1985 PW        | Humberto Campins (Humberto Campins Camejo), v Venzueli rojen ameriški astronom † |
| 3328 Interposita      | 1985 QD1       | * |
| 3329 Golay            | 1985 RT1       | Marcel Jules Edouard Golay, švicarski astronom* |
| 3330 Gantrisch        | 1985 RU1       | Gantrisch, gora južno od Berna, Švica* |
| 3331 Kvistaberg       | 1979 QS        | Kvistaberg, kraj, kjer je Observatorij Uppsala, Švedska † Arhivirano 2007-06-24 na Wayback Machine. |
| 3332 Raksha           | 1978 NT1       | Jurij Mihailovič Rakša, ruskiumetnik † |
| 3333 Schaber          | 1980 TG5       | Gerald Gene Schaber, ameriški planetarni geolog * |
| 3334 Somov            | 1981 YR        | Mikhail M. Somov, sovjetski raziskovalec Antarktike ‡ |
| 3335 Quanzhou         | 1966 AA        | mesto Kvanžu, Ljudska republika Kitajska |
| 3336 Grygar           | 1971 UX        | Jiří Grygar, češki astronom* |
| 3337 Miloš            | 1971 UG1       | * |
| 3338 Richter          | 1973 UX5       | Charles Francis Richter, ameriški seizmolog * |
| 3339 Treshnikov       | 1978 LB        | Aleksej Fedorovič Trešnikov, sovjetski raziskovalec Antarktike † |
| 3340 Yinhai           | 1979 TK        | Yinhai, Ljudska republika Kitajska |
| 3341 Hartmann         | 1980 OD        | William Kenneth Hartmann, ameriški planetarni strokovnjak, pisatelj in slikar † Arhivirano 2005-07-18 na Wayback Machine. |
| 3342 Fivesparks       | 1982 BD3       | * |
| 3343 Nedzel           | 1982 HS        | * |
| 3344 Modena           | 1982 JA        | * |
| 3345 Tarkovskij       | 1982 YC1       | Andrej Tarkovski, sovjetski filmski producent |
| 3346 Gerla            | 1951 SD        | * |
| 3347 Konstantin       | 1975 VN1       | Konstantin Aleksejevič Kalinin, sovjetski letalec |
| 3348 Pokryshkin       | 1978 EA3       | Aleksandr Ivanovič Pokriškin, sovjetski pilot |
| 3349 Manas            | 1979 FH2       | Ep o Manasu, kirgiška epska pesnitev |
| 3350 Scobee           | 1980 PJ        | Dick Scobee, član posadke v 25. poletu v Programu Space Shutlle, ki je imel oznako STS-51-L |
| 3351 Smith            | 1980 RN1       | Michael J. Smith, član posadke v 25. poletu v Programu Space Shutlle, ki je imel oznako STS-51-L |
| 3352 McAuliffe        | 1981 CW        | Christa McAuliffe, članica posadke v 25. poletu v Programu Space Shutlle, ki je imel oznako STS-51-L |
| 3353 Jarvis           | 1981 YC        | Gregory Jarvis, član posadke v 25. poletu v Programu Space Shutlle, ki je imel oznako STS-51-L |
| 3354 McNair           | 1984 CW        | Ronald McNair, član posadke v 25. poletu v Programu Space Shutlle, ki je imel oznako STS-51-L |
| 3355 Onizuka          | 1984 CC1       | Ellison Onizuka, član posadke v 25. poletu v Programu Space Shutlle, ki je imel oznako STS-51-L |
| 3356 Resnik           | 1984 EU        | Judith Resnik, članica posadke v 25. poletu v Programu Space Shutlle, ki je imel oznako STS-51-L |
| 3357 Tolstikov        | 1984 FT        | Jevgenij Ivanovič Tolstikov, ruski ‡ |
| 3358 Anikushin        | 1978 RX        | Mihail Anikušin, ruski kipar † Arhivirano 2012-07-17 na Wayback Machine. |
| 3359 Purcari          | 1978 RA6       | moldavijski proizvajalec vin † |
| 3360 Syrinx           | 1981 VA        | Sirinks, nimfa iz grške mitologije |
| 3361 Orpheus          | 1982 HR        | Orfej, muzikant iz grške mitologije |
| 3362 Khufu            | 1984 QA        | Kufu, faraon v Starem Egiptu |
| 3363 Bowen            | 1960 EE        | Ira Sprague Bowen, ameriška astronomka * |
| 3364 Zdenka           | 1984 GF        | Zdenka Vávrová, češki astronom † OR Zdenka Kadla, Chechen-ruski astronom, wife of A. A. Mikhailov ‡ Arhivirano 2005-01-24 na Wayback Machine. |
| 3365 Recogne          | 1985 CG2       | Recogne in the Ardennes, Belgijam* |
| 3366 Gödel            | 1985 SD1       | Kurt Gödel, avstrijsko-madžarski logik |
| 3367 Alex             | 1983 CA3       | * |
| 3368 Duncombe         | 1985 QT        | Raynor Lockwood Duncombe, ameriški astronom* |
| 3369 Freuchen         | 1985 UZ        | Peter Freuchen, danski polarni rzaiskovalec in pisatelj* |
| 3370 Kohsai           | 1934 CU        | Hiroki Kosai, japonski astronom |
| 3371 Giacconi         | 1955 RZ        | Riccardo Giacconi, v Italiji rojen ameriški astrofizik in dobitnik Nobelove nagrade za fiziko (skupaj z Raymondom Davisom in Masatoshi Koshibo) v letu 2002 * |
| 3372 Bratijchuk       | 1976 SP4       | M. V. Bratiichuk, ukrajinski astronom* |
| 3373 Koktebelia       | 1978 QQ2       | Koktebel, letovišče na Črnem morju na Krimu* |
| 3374 Namur            | 1980 KO        | Namur, glavno mesto Valonije v Belgiji * |
| 3375 Amy              | 1981 JY1       | * |
| 3376 Armandhammer     | 1982 UJ8       | Armand Hammer, ameriški industrialec in zbiratelj umetnin * |
| 3377 Lodewijk         | 4122 P-L       | Lodewijk Woltjer, nizozemski astronom † |
| 3378 Susanvictoria    | A922 WB        | Susan Victoria? * |
| 3379 Oishi            | 1931 TJ1       | Hideo Oishi, japonski ljubiteljski astronom |
| 3380 Awaji            | 1940 EF        | otok Awaji, Japonska |
| 3381 Mikkola          | 1941 UG        | Seppo Mikkola, finski astronom* |
| 3382 Cassidy          | 1948 RD        | William Arthur Cassidy, ameriški strokovnjak za meteorite * |
| 3383 Koyama           | 1951 AB        | Hisako Koyama, japonski ljubiteljski astronom |
| 3384 Daliya           | 1974 SB1       | * |
| 3385 Bronnina         | 1979 SK11      | Nina Mikhajlovna Bronnikova, ruski astronom † Arhivirano 2005-01-24 na Wayback Machine. |
| 3386 Klementinum      | 1980 FA        | kolidž Klementinium v Pragi † |
| 3387 Greenberg        | 1981 WE        | Jerome Mayo Greenberg (J. Mayo Greenberg), ameriški strokovnjak za kemijo v vesolju* |
| 3388 Tsanghinchi      | 1981 YR1       | Hin-Chi Tsang, kitajski* |
| 3389 Sinzot           | 1984 DU        | * |
| 3390 Demanet          | 1984 ES1       | Victor Demanet, belgijski kipar* |
| 3391 Sinon            | 1977 DD3       | Sinon, bojevnik iz grške mitologije |
| 3392 Setouchi         | 1979 YB        | pokrajina Setouči, Japonska |
| 3393 Štúr             | 1984 WY1       | * |
| 3394 Banno            | 1986 DB        | Jošiaki Banno, japonski inženir |
| 3395 Jitka            | 1985 UN        | Jitka Beneš, češki astronom † |
| 3396 Muazzez          | A915 TE        | * |
| 3397 Leyla            | 1964 XA        | * |
| 3398 Stättmayer       | 1978 PC        | Peter Stättmayer, nemški amaterski astronom, direktor Observatorija München (Volkssternwarte München) (Ljudski observatorij v Münchenu) † ‡ Arhivirano 2006-10-11 na Wayback Machine. |
| 3399 Kobzon           | 1979 SZ9       | Joseph Kobzon, sovjetski pevec † |
| 3400 Aotearoa         | 1981 GX        | maorsko ime za Novo Zelandijo* |
| 3401–3500             |                | |
| 3401 Vanphilos        | 1981 PA        | * |
| 3402 Wisdom           | 1981 PB        | Jack Wisdom, ameriški astronom* |
| 3403 Tammy            | 1981 SW        | * |
| 3404 Hinderer         | 1934 CY        | Fritz Hinderer, nemški astronom* |
| 3405 Daiwensai        | 1964 UQ        | Wen-Sai Dai, kitajski astronom* |
| 3406 Omsk             | 1969 DA        | mesto Omsk, Rusija † |
| 3407 Jimmysimms       | 1973 DT        | James A. C. Simms III, ameriški sistemski administrator [MPC 34618] |
| 3408 Shalamov         | 1977 QG4       | Varlam Tihonovič Šalamov, sovjetski pisatelj † |
| 3409 Abramov          | 1977 RE6       | Fjodor Abramov, sovjetski pisatelj † |
| 3410 Vereshchagin     | 1978 SZ7       | Vasili Vasiljevič Vereščagin (rusko Васи́лий Васи́льевич Вереща́гин), ruski slikar † |
| 3411 Debetencourt     | 1980 LK        | * |
| 3412 Kafka            | 1983 AU2       | Franz Kafka, nemško-češki pisatelj |
| 3413 Andriana         | 1983 CB3       | * |
| 3414 Champollion      | 1983 DJ        | Jean-François Champollion, francoski lingvist |
| 3415 Danby            | 1928 SL        | Anthony Danby (John Michael Anthony Danby), v Združenem kraljestvu rojen matematik, ki je bil na Univerzi severne Karoline † Arhivirano 2007-05-27 na Wayback Machine. |
| 3416 Dorrit           | 1931 VP        | Dorrit Hoffleit, ameriški astronom |
| 3417 Tamblyn          | 1937 GG        | * |
| 3418 Izvekov          | 1973 QZ1       | Vladimir Andrejevič Izvekov, sovjetski astronom † Arhivirano 2005-01-24 na Wayback Machine. ‡ |
| 3419 Guth             | 1981 JZ        | Vladimír Guth, slovaški astronom † |
| 3420 Standish         | 1984 EB        | E Myles Standish Jr, ameriški astronom, Caltech/JPL |
| 3421 Yangchenning     | 1975 WK1       | Chen Ning Franklin Yang kitajsko-ameriški fizik |
| 3422 Reid             | 1978 OJ        | * |
| 3423 Slouka           | 1981 CK        | Hubert Slouka, češki astronom † |
| 3424 Nušl             | 1982 CD        | František Nušl, češki astronom in matematik † |
| 3425 Hurukawa         | 1929 BD        | Kiichiro Hurukawa, japonski astronom |
| 3426 Seki             | 1932 CQ        | Cutomu Seki, japonski astronom* |
| 3427 Szentmártoni     | 1938 AD        | Béla Szentmártoni, madžarski ljubiteljski astronom † ‡ ┼ Arhivirano 2004-10-27 na Wayback Machine. |
| 3428 Roberts          | 1952 JH        | * |
| 3429 Chuvaev          | 1974 SU1       | Konstantin Konstantinovič Čuvaev, sovjetski astronom † |
| 3430 Bradfield        | 1980 TF4       | William Ashley Bradfield,novozelandsko-avstralski ljubiteljski astronom* |
| 3431 Nakano           | 1984 QC        | Syuichi Nakano, japonski astronom |
| 3432 Kobuchizawa      | 1986 EE        | Observatorij Jatsugatake-Kobučizava na Japonskem, ki je veliko prispeval v programu iskanja blizuzemeljskih asteroidov |
| 3433 Fehrenbach       | 1963 TJ1       | Charles Fehrenbach, francoski astronom* |
| 3434 Hurless          | 1981 VO        | Carolyn Hurless, ameriški ljubiteljski astronom |
| 3435 Boury            | 1981 XC2       | Arsène Boury, belgijski astronom* |
| 3436 Ibadinov         | 1976 SS3       | Hursandkul Ibadinov, tadžiški astronom † |
| 3437 Kapitsa          | 1982 UZ5       | Peter Leonidovič Kapica, ruski fizik, dobitnik Nobelove nagrade za fiziko v letu 1978 † |
| 3438 Inarradas        | 1974 SD5       | * |
| 3439 Lebofsky         | 1983 RL2       | Larry Allen Lebofsky ali Marcia Jean Lebofsky, oba sta ameriška astronoma * |
| 3440 Stampfer         | 1950 DD        | Simon Stampfer, avstrijski geodet in astronom, začetnik kinematografije* |
| 3441 Pochaina         | 1969 TS1       | Počajna, pritok reke Dneper v Ukrajini |
| 3442 Yashin           | 1978 TO7       | Leonid Jašin, sovjetski golman |
| 3443 Leetsungdao      | 1979 SB1       | Tsung-Dao Lee, kitajsko- ameriški fizik in dobitnik Nobelove nagrade za fiziko * |
| 3444 Stepanian        | 1980 RJ2       | Jivan A. Stepanian, armenski astronom* |
| 3445 Pinson           | 1983 FC        | William H. Pinson, ameriški geokemik* |
| 3446 Combes           | 1942 EB        | Michel-Alain Combes, francoski astronom |
| 3447 Burckhalter      | 1956 SC        | Charles Burckhalter, ameriški astronom* |
| 3448 Narbut           | 1977 QA5       | * |
| 3449 Abell            | 1978 VR9       | George Ogden Abell, ameriški astronom* |
| 3450 Dommanget        | 1983 QJ        | Jean Dommanget, belgijski astronom* |
| 3451 Mentor           | 1984 HA1       | Mentor, kralj iz grške mitologije † |
| 3452 Hawke            | 1980 OA        | Bernard Ray Hawke, ameriški planetarni geolog* |
| 3453 Dostoevsky       | 1981 SS5       | Fjodor Dostojevski, ruski pisatelj |
| 3454 Lieske           | 1981 WB1       | Jay Henry Lieske, ameriški astronom* |
| 3455 Kristensen       | 1985 QC        | Leif Kahl Kristensen, danski astronom* |
| 3456 Etiennemarey     | 1985 RS2       | Étienne-Jules Marey, francoski kirurg, fiziolog, izumitelj kronofotografije, začetnik kinematografije, sodobnik Eadwearda Muybridga |
| 3457 Arnenordheim     | 1985 RA3       | Arne Nordheim, norveški skladatelj* |
| 3458 Boduognat        | 1985 RT3       | Boduognat or Boduognatus, leader of the Nervii in Gaul who, with the Atrebates and Viromandui, fought Julius Caesar in 57 BC |
| 3459 Bodil            | 1986 GB        | * |
| 3460 Ashkova          | 1973 QB2       | * |
| 3461 Mandelshtam      | 1977 SA1       | Osip Mandelstam, sovjetski pesnik † |
| 3462 Zhouguangzhao    | 1981 UA10      | Zhou Guangzhao, kitajski fizik |
| 3463 Kaokuen          | 1981 XJ2       | Charles K. Kao, začetnik uporabe optičnega vlakna v telekominikacijah |
| 3464 Owensby          | 1983 BA        | * |
| 3465 Trevires         | 1984 SQ5       | * |
| 3466 Ritina           | 1975 EA6       | odkriteljeva hčerka Margarita, ki je bila tudi astronomka † |
| 3467 Bernheim         | 1981 SF2       | Robert Burnham, ml. (1931 – 1993) ameriški astronom † Arhivirano 2008-08-20 na Wayback Machine. |
| 3468 Urgenta          | 1975 AM        | * |
| 3469 Bulgakov         | 1982 UL7       | Mihail Bulgakov, sovjetski pisatelj † |
| 3470 Yaronika         | 1975 ES        | odkriteljev sin Jaroslav † |
| 3471 Amelin           | 1977 QK2       | Valentin Mihailovič Amelin, sovjetski geodet † |
| 3472 Upgren           | 1981 EJ10      | Arthur Reinhold Upgren, ameriški astronom* |
| 3473 Saporo           | A924 EG        | mesto Saporo, Japonska * |
| 3474 Linsley          | 1962 HE        | * |
| 3475 Fichte           | 1972 TD        | Hubert Fichte, nemški pisatelj [MPC 34618] |
| 3476 Dongguan         | 1978 UF2       | mesto Dongguan, Ljudska republika Kitajska |
| 3477 Kazbegi          | 1979 KH        | gora Kazbek, na meji med Gruzijo in Rusijo |
| 3478 Fanale           | 1979 XG        | Fraser Partington Fanale, ameriški planetarni geolog* |
| 3479 Malaparte        | 1980 TQ        | Curzio Malaparte (Kurt (Erich) Suckert), italijanski pisatelj † |
| 3480 Abante           | 1981 GB        | * |
| 3481 Xianglupeak      | 1982 DS6       | Vrh Ksianglu (557 m), najvišja točka v parku Fragrant, severo-zahodno od Pekinga, Ljudska republika Kitajska |
| 3482 Lesnaya          | 1975 VY4       | vas Lesnaja, blizu kraja kjer so Rusi premagali Švede v bitki pri Lesnaji leta 1708 † |
| 3483 Svetlov          | 1976 YP2       | Mihail Arkadjevič Svetlov, sovjetski pesnik † |
| 3484 Neugebauer       | 1978 NE        | Paul Victor Neugebauer, nemški astronom ali Otto Eduard Neugebauer, zgodovinar astronomije ali Marcia Neugebauer, ameriški astronom * |
| 3485 Barucci          | 1983 NU        | Maria Antonietta Barucci, italijanski astronom* |
| 3486 Fulchignoni      | 1984 CR        | Marcello Fulchignoni, italijanski astronom |
| 3487 Edgeworth        | 1978 UF        | Kenneth Essex Edgeworth, irski inženir [MPC 34618] |
| 3488 Brahic           | 1980 PM        | André Brahic, francoski astronom* |
| 3489 Lottie           | 1983 AT2       | * |
| 3490 Šolc             | 1984 SV        | Ivan Šolc, češki izumitelj † |
| 3491 Fridolin         | 1984 SM4       | Fridolin Becker, švicarski kartograf ali Fridolin Anderwert, švicarski politik ali Saint Fridolin (Fridolin von Säckingen), irski misionar* |
| 3492 Petra-Pepi       | 1985 DQ        | hčerka odkritelja [MPC 21955] † |
| 3493 Stepanov         | 1976 GR6       | Vladimir Jevgenjevič Stepanov, sovjetski fizik † |
| 3494 Purple Mountain  | 1980 XW        | Observatorij Purple Mountain, Ljudska republika Kitajska |
| 3495 Colchagua        | 1981 NU        | provinca Colchagua, Čile † |
| 3496 Arieso           | 1977 RC        | ime je sestavljeno iz začetnic Inštituta za astronomska izračunavanja (Astronomisches Rechen-Institut) in Evropskega južnega observatorija (European Southern Observatory )† |
| 3497 Innanen          | 1941 HJ        | Kimmo Innanen, finsko-kanadski astronom † Arhivirano 2005-08-29 na Wayback Machine. |
| 3498 Belton           | 1981 EG14      | Michael James Scott Belton, astronom † Arhivirano 2007-08-05 na Wayback Machine. |
| 3499 Hoppe            | 1981 VW1       | Johannes Hoppe, nemški astronom, or Peter Hoppe, nemški planetarni strokovnjak * |
| 3500 Kobayashi        | A919 SD        | Takao Kobajaši, astronom* |

| Predhodnik: 2501–3000 | Pomeni imen asteroidov Seznam asteroidov (3001-3250) Seznam asteroidov (3251-3500) | Naslednik: 3501–4000 |